# 도둑맞곤 못살아
"도둑맞곤 못살아"는 2002년에 개봉한 대한민국의 영화이다.

## 캐스팅
- 박상면 : 고상태 역
- 소지섭 : 최강조 역 - 국내 최고의 게임 프로그래머
- 송선미 : 황마리 역 - 상태의 아내
- 주슬기 : 고수아 역 - 상태 딸
- 김석 : 고수민 역 - 상태 아들
- 김응택 : 고수 역
- 강경덕 : 상태 직원 2 역
- 석정우 : 상태 직원 3 역
- 김신일 : 경식 역
- 송민경 : 신애 역
- 강보라 : 강조 직원 역
- 이무현 : 경찰 역
- 김병춘 : 개장수 역
- 지성근 : 열쇠 수리공 역
- 박서인 : 이 기자 역
- 양우석 : 양 과장 역
- 네시 : 네시 역 - 상태네 개
- 임요환 : 본인 역 (특별출연)
- 박광정 : 무술관장 역 (특별출연)
- 김인문 : 장인 역 (특별출연)
- 김창숙 : 장모 역 (특별출연)
- 윤제균 : 상태 직원 1 역 (특별출연)